# Alétès (fils d'Égisthe)
Pour les articles homonymes, voir Alétès.
Dans la mythologie grecque, Alétès (en grec ancien Ἀλήτης / Alếtès) est le fils d’Égisthe et de Clytemnestre.
Son histoire n’est détaillée que par Hygin, dans une fable qui est souvent considérée comme le résumé d’une tragédie désormais perdue de Sophocle.

## Sources
- Hygin, Fables [détail des éditions] [(la) lire en ligne] (122 et 124).